# 카리마바드

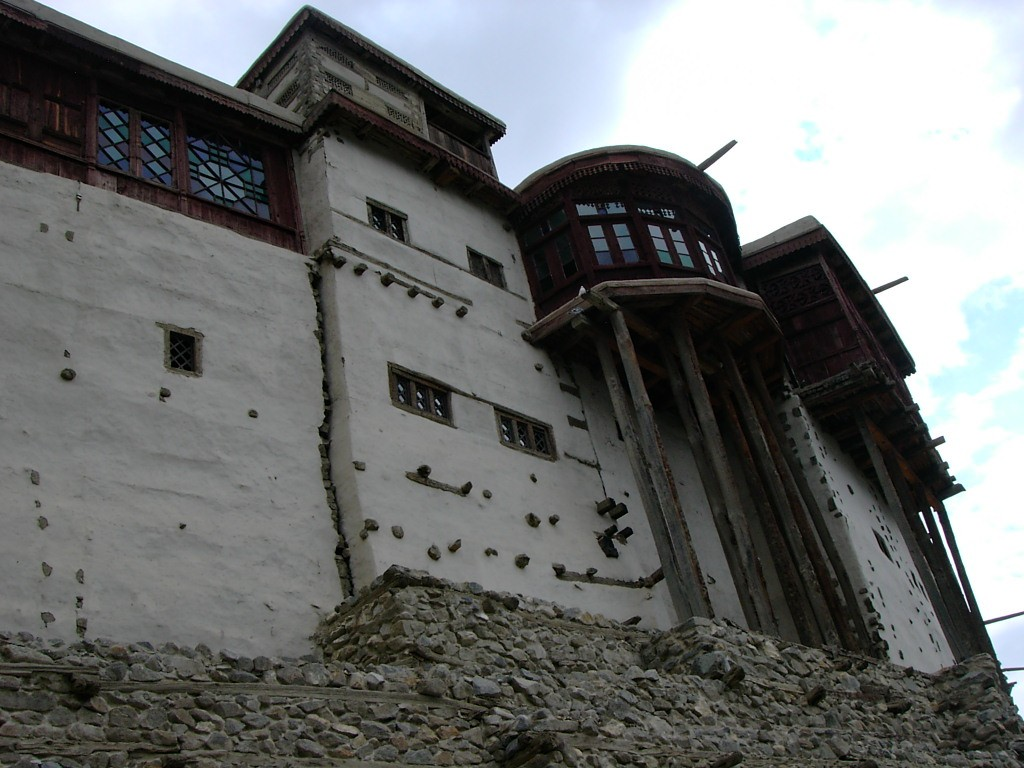
발틱 포트

카리마바드(Karimabad)는 파키스탄 길기트발티스탄의 훈자 지역의 중심지이다. 일반적으로 훈자라고 불리는 곳은 바로 이곳을 지칭한다. 이곳은 또한 발틱이라고도 알려져 있다. 이곳은 파키스탄에서 가장 아름다운 지역 중 하나로, 여름엔늘 관광객들로 붐빈다.
이곳에서는 라카포시나 울타르와 같은 멋진 풍경들을 바라볼 수 있다. 또한 이전에 이곳을 통치하던 미르(Mir)가 살았던 발틱 포트(Baltit Fort)도 존재한다.

## 같이 보기
- 훈자 계곡
- 길깃
- 파키스탄 길기트발티스탄